# Pane di proposizione

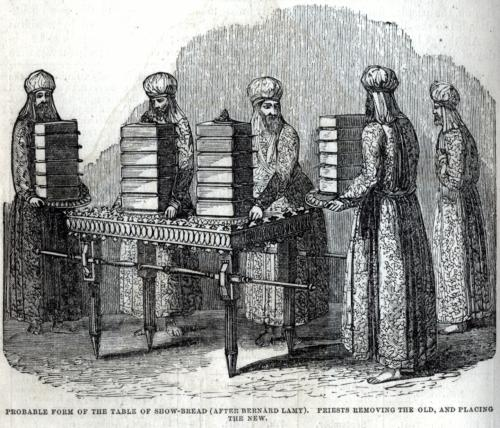
Illustrazione dei sacerdoti del Tempio che rinnovano il pane ogni settimana

Pane di proposizione (in ebraico לחם הפנים, lechem haPānīm‎?, letteralmente: "Pane della presenza"), in certe versioni (cfr. CEI) anche "Pane dell'offerta" – in un contesto biblico e ebraico, si riferisce ai pani o pagnotte che erano sempre presenti su un tavolo appositamente dedicato, nel tabernacolo nel deserto del Sinai e poi nel Tempio di Gerusalemme, come offerta a Dio. In alternativa, e più appropriatamente, la traduzione sarebbe quindi pane della presenza, poiché la Bibbia (Tanakh) richiede che il pane sia costantemente alla presenza di Dio (25:30 Esodo). Viene anche citato in Matteo 12:4: τοὺς ἄρτους τῆς προθέσεως.